# Susanne Scheibler
Susanne Scheibler (Pseudonyme: Ruth Bernstorff, Ulla Birkenstein, Olivia Morton, Vera Vidal, Susanne Roland, Luise von Ronda; * 6. Oktober 1936 in Stralsund als Susanne Moderau; † 25. August 2003) war eine deutsche Schriftstellerin.

## Leben
Susanne Scheibler war die Tochter eines Schauspielerehepaars. Sie wuchs auf in Erfurt, wo sie von 1942 bis 1952 die Schule besuchte. Nachdem sie eine Schauspielschule in Stuttgart absolviert hatte, nahm sie Engagements an verschiedenen deutschen Bühnen wahr. 1958 heiratete sie den Schauspieler Manfred Scheibler. Ab 1959 veröffentlichte sie neben ihrer Arbeit als Schauspielerin Unterhaltungsliteratur. Von 1968 bis 1988 war sie als Lektorin im Bastei-Verlag in Bergisch Gladbach tätig; ab 1976 betreute sie als Cheflektorin die Abteilung Frauenroman ebendieses Verlags. Anschließend lebte sie mit ihrem Ehemann als freie Schriftstellerin in dem Eifeldorf Katzwinkel. 
Susanne Scheibler war Verfasserin einer Vielzahl von Unterhaltungsromanen, die vorwiegend den Genres Frauen- und  Arztroman angehören und teilweise in Leihbuchform, teilweise als Heftroman erschienen. Seit Mitte der Siebzigerjahre schrieb sie historische Romane. Scheibler, die der Neuapostolischen Kirche angehörte, veröffentlichte darüber hinaus sechs Biografien von 
"Stammaposteln" ihrer Kirche. 

## Werke
- Dornenweg einer Ehe  Viersen ca. 1959 (unter dem Namen Ulla Birkenstein)
- Ich lebe nur für dich. Stuttgart 1959 (unter dem Namen Ruth Bernstorff)
- Wann wirst du mir glauben, Corinna? Stuttgart 1959 (unter dem Namen Ruth Bernstorff)
- Du bist das Glück, Sybill. Stuttgart 1960 (unter dem Namen Ruth Bernstorff)
- Denn die Liebe verzeiht. Stuttgart 1961 (unter dem Namen Ruth Bernstorff)
- Ein Herz für Bettina. Stuttgart 1961 (unter dem Namen Ruth Bernstorff)
- Wenn du mich liebst, wirst du mich finden. Stuttgart 1961 (unter dem Namen Ruth Bernstorff)
- Durch dich wird die Welt erst schön. Stuttgart 1962 (unter dem Namen Ruth Bernstorff)
- Ungeliebt blieb ich bei dir. Bergisch Gladbach 1964 (unter dem Namen Ruth Bernstorff)
- Kann ich denn keine Liebe finden? Bergisch Gladbach 1965 (unter dem Namen Ruth Bernstorff)
- Die Leute reden über Mutti. Bergisch Gladbach 1965 (unter dem Namen Ruth Bernstorff)
- Die Prinzessin und der Playboy. Bergisch Gladbach 1965 (unter dem Namen Ruth Bernstorff)
- Der Stolz derer von Bergenfels. Bergisch Gladbach 1965 (unter dem Namen Ruth Bernstorff)
- Auch du trägst einen stolzen Namen. 2 Teile, Bergisch Gladbach 1966 (unter dem Namen Ruth Bernstorff)
- Auch reiche Mädchen kennen Leid. Bergisch Gladbach 1966 (unter dem Namen Ruth Bernstorff)
- Er könnte fast ihr Vater sein. Bergisch Gladbach 1966 (unter dem Namen Ruth Bernstorff)
- Es geht um Ihr Kind, Fräulein Doktor. Bergisch Gladbach 1966 (unter dem Namen Ruth Bernstorff)
- Es hängt ein Fluch an diesem Ring. Bergisch Gladbach 1966 (unter dem Namen Ruth Bernstorff)
- Ist deine Liebe denn nur ein Spiel? Bergisch Gladbach 1966 (unter dem Namen Ruth Bernstorff)
- Liebesträume auf Schloß Arnsberg. Bergisch Gladbach 1966 (unter dem Namen Ruth Bernstorff)
- Schuld daran sind deine Rosen. Bergisch Gladbach 1966 (unter dem Namen Ruth Bernstorff)
- Seine geliebte Prinzessin. 2 Teile, Bergisch Gladbach 1966 (unter dem Namen Ruth Bernstorff)
- Sie sind ein Betrüger, Dr. Holsten. Bergisch Gladbach 1966 (unter dem Namen Ruth Bernstorff)
- So leicht zerbricht ein großes Glück. Bergisch Gladbach 1966 (unter dem Namen Ruth Bernstorff)
- Sybille und der blinde Arzt. Bergisch Gladbach 1966 (unter dem Namen Ruth Bernstorff)
- Vor Jahren in der Sommernacht. Bergisch Gladbach 1966 (unter dem Namen Ruth Bernstorff)
- Zwanzig Jahre war sie blind. Bergisch Gladbach 1966 (unter dem Namen Ruth Bernstorff)
- Leben und Sterben in seiner Hand. Bergisch Gladbach 1967 (unter dem Namen Ruth Bernstorff)
- Die Nacht vor der Hochzeit. Bergisch Gladbach 1967 (unter dem Namen Ruth Bernstorff)
- Sie wagt ihr Leben für das Glück. Bergisch Gladbach 1967 (unter dem Namen Ruth Bernstorff)
- Wenn sich Fürstenkinder lieben … Bergisch Gladbach 1967 (unter dem Namen Ruth Bernstorff)
- Zeig nicht deinen Schmerz, Carola. Bergisch Gladbach 1967 (unter dem Namen Ruth Bernstorff)
- Berühmt unter falschem Namen. Bergisch Gladbach 1968 (unter dem Namen Ruth Bernstorff)
- Dann traf sie ihre Jugendliebe. Bergisch Gladbach 1968 (unter dem Namen Ruth Bernstorff)
- Vergiß, was gestern war. Bergisch Gladbach 1968 (unter dem Namen Ruth Bernstorff)
- Er küßte sie, dann ging er fort. Es war das Leid, das sie vereinte. Bergisch Gladbach 1969 (unter dem Namen Ruth Bernstorff)
- In Schande geboren. Bergisch Gladbach 1969 (unter dem Namen Luise von Ronda)
- Flammende Liebe, lodernder Haß. Bergisch Gladbach 1971 (unter dem Namen Luise von Ronda)
- Heiße Tränen, gefährliche Träume. Bergisch Gladbach 1971 (unter dem Namen Luise von Ronda)
- Wilde Sehnsucht, stilles Glück. Bergisch Gladbach 1971 (unter dem Namen Luise von Ronda)
- Der Herzchirurg. Bergisch Gladbach 1973 (unter dem Namen Olivia Morton)
- Isabell und der Sonnenkönig. Bergisch Gladbach 1973 (unter dem Namen Vera Vidal)
- Tanja. Wien [u. a.] 1976
- Die Vergangenheit lebt, Dr. Holsten. Rastatt 1976 (unter dem Namen Vera Vidal)
- Entbindung über den Wolken. Rastatt 1977 (unter dem Namen Vera Vidal)
- Kann ihr denn niemand helfen? Köln 1977 (unter dem Namen Susanne Roland)
- Mitternacht im OP. Rastatt 1977 (unter dem Namen Vera Vidal)
- Es war ein weiter Weg zu dir. Köln 1978 (unter dem Namen Ruth Bernstorff)
- Warum hast du mich verlassen? Köln 1978 (unter dem Namen Olivia Morton)
- Tanja und die Zarin. Wien [u. a.] 1979
- Ist das nicht ein Hundeleben? Bergisch Gladbach 1980
- Rebellin aus Liebe. Bergisch Gladbach 1980
- Ewig fließen die Wasser des Nil. München 1982
- Im Zeichen der Sonne. München 1984
- Tanja, Geliebte und Rebellin. München 1984
- Praxis Bülowbogen. 4 Teile, Bergisch Gladbach 1987, 1988, 1989 und 1990 (zusammen mit Ulrich Del Mestre)
- ... und wasche meine Hände in Unschuld. München 1987
- Caroline, mon amour. München 1988
- Preis der Leidenschaft. Bergisch Gladbach 1989
- Zauberhafte Isabelle. München 1989
- Die Frau mit dem kalten Herzen. Bergisch Gladbach 1990 (unter dem Namen Ruth Bernstorff)
- Das geborgte Glück. Bergisch Gladbach 1990 (unter dem Namen Ruth Bernstorff)
- Wen das Glück zu sehr verwöhnt … Bergisch Gladbach 1990
- Pretty woman. Bergisch Gladbach 1991
- Walter Schmidt. Frankfurt am Main 1991
- Wie verrückt & aus tiefstem Herzen. Bergisch Gladbach 1991 (zusammen mit Anthony Minghella)
- Der Bergdoktor. 3 Teile, Bergisch Gladbach 1992, 1993 und 1995
- Hermann Niehaus. Frankfurt am Main 1992
- Der weiße Gott. München 1992
- Friedrich Krebs. Frankfurt am Main 1993
- Natascha. Berlin [u. a.] 1993
- Ernst Streckeisen. Frankfurt am Main 1994
- Kurklinik Rosenau. Bergisch Gladbach
  - 1. Hoffen, leben, lieben. 1995
  - 2. Noch einmal neu beginnen. 1996
- Mazurka in St. Petersburg. Bergisch Gladbach 1996
- Johann Gottfried Bischoff. Frankfurt am Main 1997
- Im Palast der sieben Sünden. Bergisch Gladbach 2000
- Der rote Vogel. München 2000 (zusammen mit Sandra Paretti)
- Das wilde Land. München 2003 (zusammen mit Heinz G. Konsalik)